# Iconaster
Iconaster is een geslacht van zeesterren uit de familie Goniasteridae.				

## Soorten
- Iconaster elegans Jangoux, 1981
- Iconaster longimanus (Möbius, 1859)
- Iconaster uchelbeluuensis Mah, 2005
- Iconaster vanuatuensis Mah, 2005